# Inés Apraiz
Inés Apraiz Castellanos (Vitoria, Álava, 1971) es una arquitecta y novelista española.

## Biografía
Inés Apraiz nace en la ciudad vasca de Vitoria (Álava) en 1971. Es hija y nieta de los arquitectos Luis Ángel de Apraiz Oar y Emilio de Apraiz y Buesa, conocidos entre otras obras por las reformas de la Torre de Doña Ochanda, El Portalón, la Casa del Cordón y otros edificios monumentales del centro histórico de la capital vasca, la cual ha recibido en varias ocasiones el Premio Europa Nostra por el tratamiento urbanístico para la recuperación de su casco histórico medieval.
Al margen de la tradición familiar, su vocación por la arquitectura surge tras una visita escolar a la casa Batlló del arquitecto modernista catalán Antonio Gaudí, en Barcelona. Tras completar sus estudios de arquitectura, se incorpora al estudio familiar y orienta su carrera profesional a la transformación de espacios urbanos. Tras casi dos décadas ejerciendo como arquitecta, en 2017 publica su primera novela.

#### Trayectoria como arquitecta
Como arquitecta ha participado en diversos proyectos de transformación del espacio urbano de Vitoria. Entre ellos destacan la reforma y peatonalización de la calle Bastiturri y los proyectos para transformar en arterias peatonales la calle Sancho el Sabio y la Avenida Gasteiz, uno de los principales ejes urbanos de la ciudad. Todos estos proyectos formaban parte del Plan Alhóndiga impulsado por el ayuntamiento de la capital, cuyo objetivo era llevar la peatonalización más allá del centro y transformar algunas zonas de la ciudad en espacios más favorables para el comercio de proximidad y para el uso peatonal, un aspecto en el que la ciudad de Vitoria es pionera y referente en España.
Es autora de la transformación de la Plaza Amárica, ubicada en el céntrico espacio antiguamente ocupado por la casa y jardines del pintor Fernando de Amárica, intervención urbanística que ha sido reseñada en la publicación especializada internacional ArchDaily.

#### Trayectoria literaria
Tras casi dos décadas dedicada exclusivamente a la arquitectura urbana, en 2017 inicia su trayectoria como escritora con la publicación de su primera novela, Si hubieras bailado para mí, seguida ese mismo año por La nieve bajo los tejados. Dos años más tarde, en 2019, publica la tercera, Las rosas también saben decir adiós.

## Novelas

#### Si hubieras bailado para mí(2017)
La novela es una historia sobre la amistad y el amor, sobre lo difícil que resulta a veces trazar la fina línea que separa ambos sentimientos y sobre lo diferente que podría haber transcurrido la vida si por el camino se hubieran tomado o no decisiones diferentes.
La historia, que transcurre principalmente entre Vitoria y Barcelona en un intervalo de unos días, se inicia cuando Gorka descubre las insistentes llamadas perdidas que le hizo unos días atrás Jon, su mejor amigo de la infancia. Poco después recibe una llamada de Marcos, un amigo común, que le comunica que Jon está hospitalizado tras sufrir un ictus grave. Debido a ello Gorka vuelve a Barcelona, donde se reunirá con sus mejores amigos de la infancia, dando paso a una historia que se remonta a un pasado lejano y a ciertos asuntos que quedaron sin resolver.

#### La nieve bajo los tejados(2017)
La novela plantea una reflexión acerca de hasta qué punto conocemos a nuestras amistades más cercanas. La historia gira en torno a dos amigas de la infancia que han compartido los mejores y también los más dolorosos momentos, cuyas vidas, con el tiempo y el día a día, se van distanciando y perdiendo el contacto. Ambas se enfrentarán en solitario a las diversas situaciones que deparará la vida, distanciándose cada vez más de su círculo de amistades, y ocultándoles algunos secretos.

#### Las rosas también saben decir adiós(2019)
La novela está protagonizada por Sara, una novelista que acaba de publicar su primera novela. Pero lejos de alcanzar el reconocimiento al que aspira todo escritor novel, al menos en su entorno cercano, la publicación de la novela supone el inicio de una serie de problemas inesperados con su círculo de amistades que le llevarán un recorrido de sinsabores y a replantearse la importancia real de muchos aspectos de la existencia.